# Prästtjärnen (Orsa socken, Dalarna)
Prästtjärnen är en sjö i Orsa kommun i Dalarna och ingår i Dalälvens huvudavrinningsområde.